# Симбета (комуна)
Симбета (рум. Sâmbăta) — комуна у повіті Біхор в Румунії. До складу комуни входять такі села (дані про населення за 2002 рік):
- Зевою (275 осіб)
- Копечень (175 осіб)
- Оджешть (242 особи)
- Рогоз (362 особи)
- Ротерешть (181 особа)
- Симбета (434 особи) — адміністративний центр комуни

Комуна розташована на відстані 400 км на північний захід від Бухареста, 36 км на південний схід від Ораді, 106 км на захід від Клуж-Напоки, 137 км на північний схід від Тімішоари.

## Населення
За даними перепису населення 2002 року у комуні проживали 1669 осіб.
Національний склад населення комуни:
| Національність | Кількість осіб | Відсоток |
| -------------- | -------------- | -------- |
| румуни         | 1655           | 99,2%    |
| цигани         | 11             | 0,7%     |
| українці       | 2              | 0,1%     |
| німці          | 1              | 0,1%     |

Рідною мовою назвали:
| Мова      | Кількість осіб | Відсоток |
| --------- | -------------- | -------- |
| румунська | 1663           | 99,6%    |
| циганська | 6              | 0,4%     |

Склад населення комуни за віросповіданням:
| Релігія        | Кількість осіб | Відсоток |
| -------------- | -------------- | -------- |
| православні    | 1340           | 80,3%    |
| греко-католики | 199            | 11,9%    |
| п'ятдесятники  | 123            | 7,4%     |
| римо-католики  | 4              | 0,2%     |
| баптисти       | 2              | 0,1%     |
| адвентисти     | 1              | 0,1%     |